# التمیرا، پارا
التمیرا، پارا (به پرتغالی: Altamira, Pará) یک شهرستان در برزیل است که در پارا واقع شده‌است.

## خصوصیات
التمیرا ۱۶۱٬۴۴۵٫۹ کیلومترمربع مساحت و ۱۰۵٬۰۳۰ نفر جمعیت دارد و ۱۰۹ متر بالاتر از سطح دریا واقع شده‌است.